# Neuville-sur-Seine
Neuville-sur-Seine település Franciaországban, Aube megyében. Lakosainak száma 383 fő (2022. január 1.). Neuville-sur-Seine Balnot-sur-Laignes, Buxeuil, Celles-sur-Ource, Gyé-sur-Seine, Landreville és Les Riceys községekkel határos.

## Népesség
A település népessége az elmúlt években az alábbi módon változott:
| Lakosok száma | 391  | 346  | 357  | 367  | 425  | 443  | 454  | 415  | 395  | 383  |
|               | 1968 | 1982 | 1990 | 2006 | 2013 | 2015 | 2017 | 2019 | 2020 | 2022 |